# 江渡浩一郎
江渡 浩一郎（えと こういちろう、1971年 - ）は、日本のメディアアーティスト、情報理工学者（メディアアート・共創プラットフォーム）。学位は博士（情報理工学）（東京大学・2010年）。国立研究開発法人産業技術総合研究所 人間拡張研究センター 共創場デザイン研究チーム、ニコニコ学会β実行委員会委員長、慶應義塾大学SFC 特別招聘教授、Tsukuba Mini Maker Faire 2020 プログラム委員長。
独立行政法人産業技術総合研究所情報処理研究部門特別研究員、独立行政法人産業技術総合研究所情報技術研究部門研究員、国立研究開発法人産業技術総合研究所知能システム研究部門主任研究員などを勤めた。

## 概要
メディアアーティストとして作品を発表する傍ら、研究者としてメディアアート、共創プラットフォームの研究に従事している。制作に携わった主要な作品としては、『RemotePiano』、『WebHopper』、『SoundCreatures』、『WebBrowserMusic』、『インターネット物理モデル』などが挙げられる。なお、任天堂から発売されたゲームソフト『ジョイメカファイト』では、プログラマとして参画している。また、日本で最初にCommon Gateway Interfaceを用いたウェブサイトを公開した人物でもある。

## 来歴

### 生い立ち
慶應義塾大学に進学して環境情報学部にて学び、1995年に卒業した。卒業後は同大学の大学院に進学し、政策・メディア研究科にて学んだ。1997年、慶應義塾大学の大学院における修士課程を修了した。なお、後年、東京大学の大学院に進学し、情報理工学系研究科にて学んだ。2010年に、東京大学の大学院における博士課程を修了し、博士（情報理工学）の学位を取得した。

### アーティスト・研究者として
在学中より、メディアアーティストとしてアート作品を発表していた。2002年9月より、経済産業省が所管する独立行政法人である産業技術総合研究所にて、情報処理研究部門の特別研究員を務めた。特別研究員は2004年3月まで務め、翌月からは情報技術研究部門の研究員となった。その後、知能システム研究部門の主任研究員などを経て、2016年4月よりイノベーション推進本部に転じ、イノベーション推進企画室にて企画主幹を務めた。また、産業技術総合研究所での勤務と並行して、2003年4月より東京芸術大学の美術学部にて講師を非常勤で務め、先端芸術表現科の講義を担当した。2025年に開学したZEN大学においては知能情報社会学部の教授に就任した。

## 主要な業績

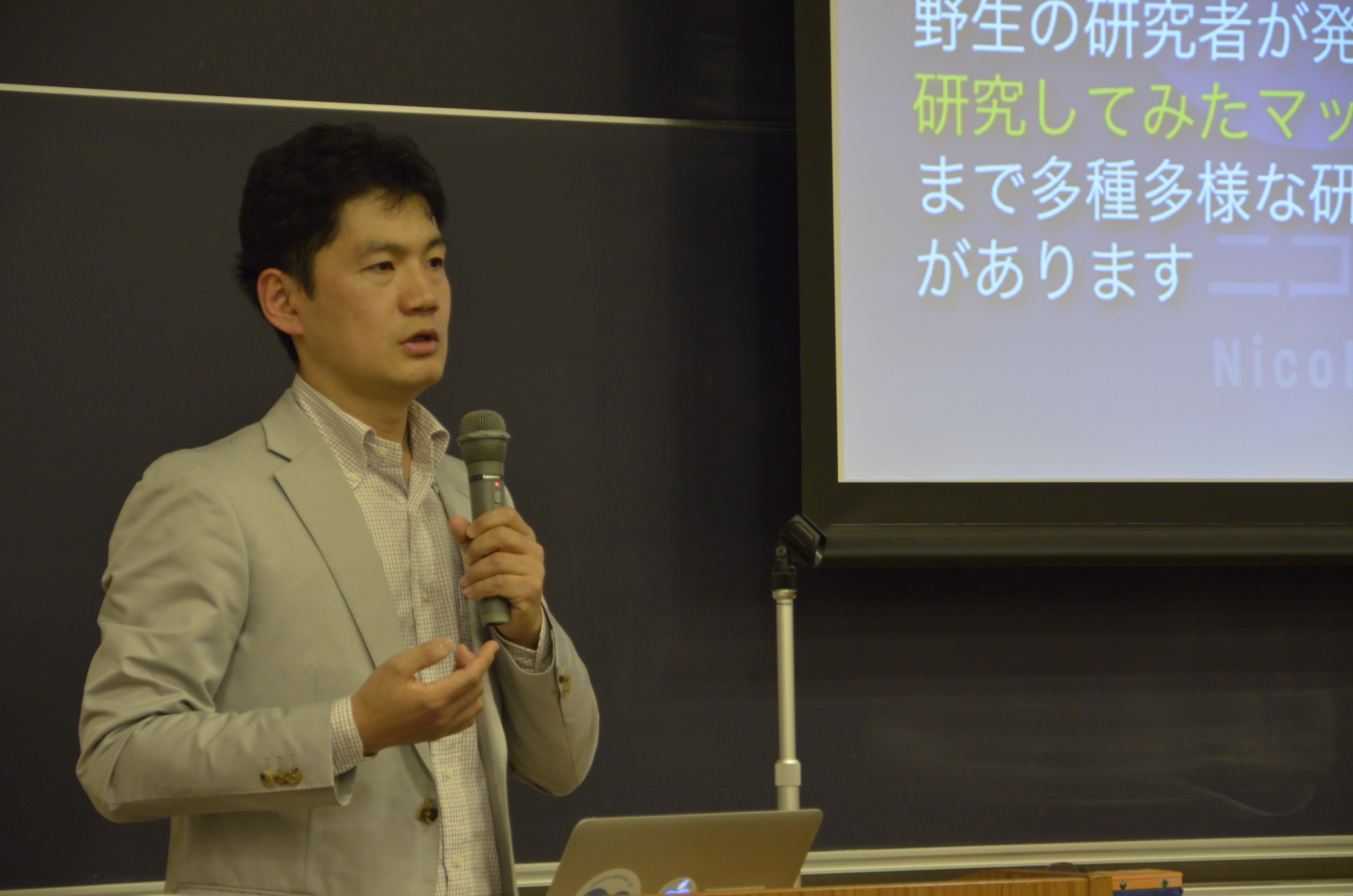
2013年2月3日、ウィキメディア・カンファレンス・ジャパンにて

1996年、岩井俊雄と坂本龍一によるコンサート『Music Plays Images × Images Play Music』にて、『RemotePiano』と題したパフォーマンスを披露したが、両名は翌年のアルス・エレクトロニカでインタラクティブアート部門のゴールデン・ニカ賞を受賞した。また、同じく1996年には、「sensorium」の一員としてWebサーバの地理的な位置を基にインターネットの接続経路を可視化する『WebHopper』の開発に参画し、sensoriumは翌年のアルス・エレクトロニカで.NET部門のゴールデン・ニカ賞を受賞するとともに、Javaに関する技術・応用・表現大賞にて表現部門の準大賞を受賞している。1998年、インターネット経由で入力されたメロディーと展示会場の来訪者が指示した音のコマンドに基づき、ロボットが演奏しながら動き回り、ロボット同士が衝突すると互いの音の情報を交換する『SoundCreatures』を発表し、翌年のアルス・エレクトロニカでインタラクティブアート部門の栄誉賞を授与された。また、ユーザー参加型研究の世界の実現を目的として、「ニコニコ学会β」の起ち上げにも参画した。ニコニコ学会βでは実行委員会の委員長に就任したが、こちらの学会も翌年のアルス・エレクトロニカでデジタルコミュニティー部門の栄誉賞を受賞している。また、江渡がニコニコ学会βのプロデューサー的な役割を果たしたことから、産業技術総合研究所に対して2012年度のグッドデザイン・ベスト100が授与された。
研究者としては、メディアアートや共創プラットフォームについての研究に取り組んでいる。特に「利用者参画によるサービスの構築・運用」を主題とした研究に携わっている。具体的には、インターネット上の集合知に関する研究や、メーリングリストとウィキを組み合わせた『qwikWeb』の開発などに取り組んでいる。なお、二宮正士や木浦卓治らと共同執筆した論文「WWW圃場画像獲得システム」を『植物工場学会誌』に発表したが、この論文は日本植物工場学会論文賞を受賞している。学術団体としては、情報処理学会、日本ソフトウェア科学会などに所属している。

## 略歴
- 1971年 - 誕生。
- 1990年 - 海城高等学校卒業。
- 1995年 - 慶應義塾大学環境情報学部卒業。
- 1997年 - 慶應義塾大学大学院政策・メディア研究科修士課程修了。
- 2002年 - 産業技術総合研究所情報処理研究部門特別研究員。
- 2003年 - 東京芸術大学美術学部講師。
- 2004年 - 産業技術総合研究所情報技術研究部門研究員。
- 2010年 - 東京大学大学院情報理工学系研究科博士課程修了。
- 2016年 - 産業技術総合研究所イノベーション推進本部イノベーション推進企画室企画主幹。

## 賞歴
- 1999年 - アルス・エレクトロニカインタラクティブアート部門栄誉賞。
- 2017年 - 平成29年度科学技術分野の文部科学大臣表彰科学技術賞（理解増進部門） - 業績名「イノベーションを共創する市民参画型研究の普及啓発」[24]

## 著書

### 単著
- 江渡浩一郎著『パターン、Wiki、XP――時を超えた創造の原則』技術評論社、2009年。ISBN 9784774138978

### 共著
- 江渡浩一郎・ニコニコ学会β実行委員会著『進化するアカデミア――「ユーザー参加型研究」が連れてくる未来』イースト・プレス、2013年。ISBN 9784781609959
- 井庭崇編著、中埜博ほか著『パターン・ランゲージ――創造的な未来をつくるための言語』慶應義塾大学出版会、2013年。ISBN 9784766419870
- 江渡浩一郎・くとの編著『ニコニコ学会βのつくりかた――共創するイベントから未来のコミュニティへ』フィルムアート社、2016年。ISBN 9784845915910

### 編纂
- 江渡浩一郎編『ニコニコ学会βを研究してみた』河出書房新社、2012年。ISBN 9784309245911

### 分担執筆、寄稿、対談、等
- 小寺信良・津田大介著『コンテンツ・フューチャー――ポストYouTube時代のクリエイティビティ』翔泳社、2007年。ISBN 9784798114019
- 西垣通監修『ユーザーがつくる知のかたち』KADOKAWA、2015年。ISBN 9784046538864
- 高橋裕行著『コミュニケーションのデザイン史』フィルムアート社、2015年。ISBN 9784845915583
- 高須正和・ニコニコ技術部深圳観察会著『メイカーズのエコシステム 新しいものづくりが止まらない』インプレスR&D、2016年。ISBN 9784802090650

## 作品
1993年（平成5年）
- 『ジョイメカファイト』

1996年（平成8年）

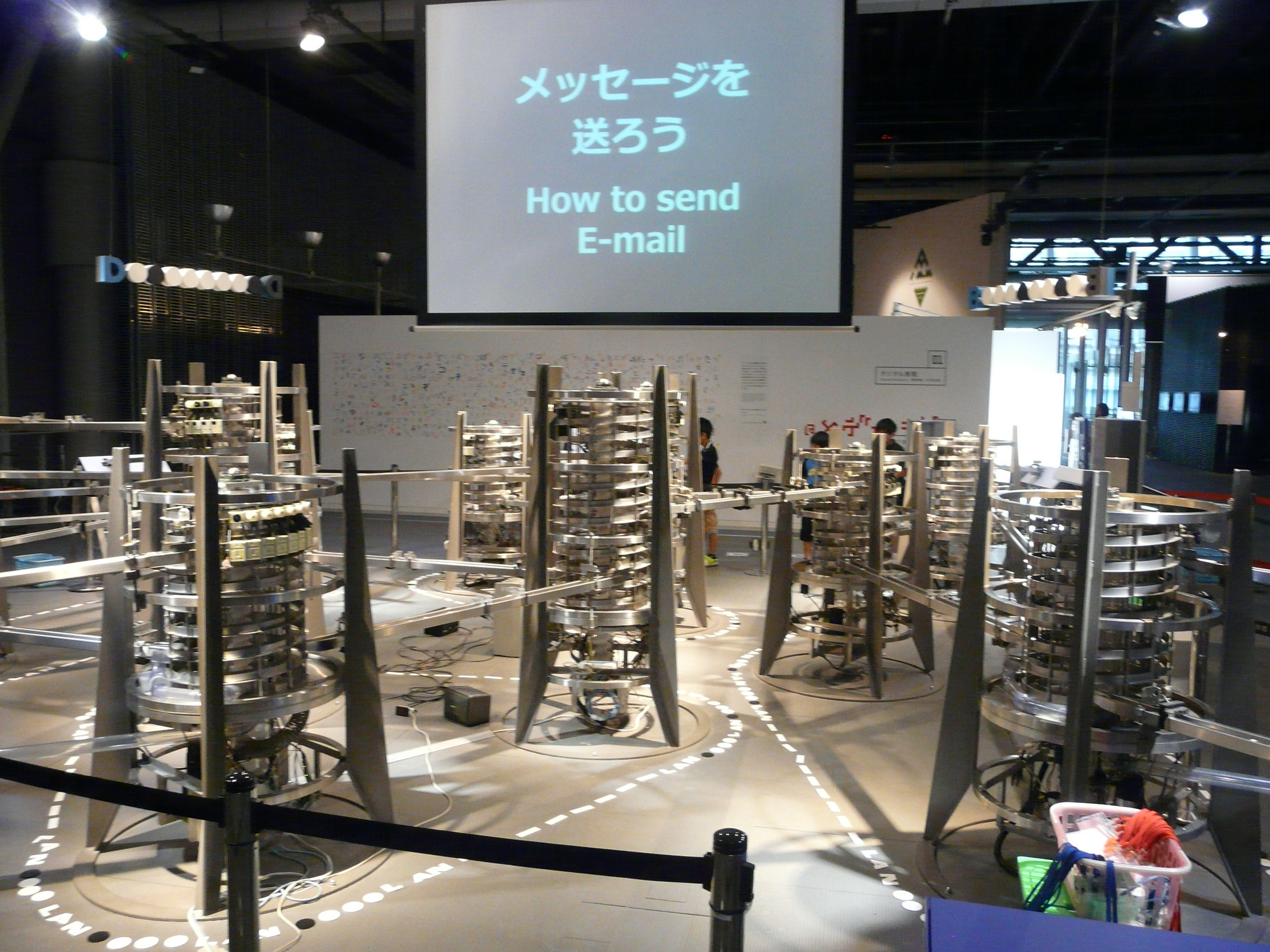
日本科学未来館の『インターネット物理モデル』

- RemotePiano - playing piano over the Internet：江渡浩一郎、岩井俊雄、坂本龍一

2000年（平成12年）
- WebBrowserMusic：江渡浩一郎、山口優

2001年（平成13年）
- インターネット物理モデル：日本科学未来館の情報科学展示。東泉一郎、杉原聡、島田卓也、江渡浩一郎、岩政隆一

2002年（平成14年）
- LivingWebBrowser：江渡浩一郎、山口優

2005年（平成17年）
- Modulobe：江渡浩一郎。